# Grande Esposizione di Londra del 1851
La Grande Esposizione di Londra (ufficialmente in lingua inglese Great Exhibition of the Works of Industry of all Nations) è considerata la prima esposizione universale ed ebbe luogo a Hyde Park dal 1º maggio al 15 ottobre 1851. Alla grande Esposizione di Londra seguì la lunga serie di esposizioni universali di cultura e industria, che da allora si susseguono fino ai giorni nostri.

## Preparativi per l'Esposizione
Con decreto del 3 gennaio 1850 l'allora regina Vittoria di Inghilterra istituì una commissione con scopo di promuovere una esposizione di prodotti dell'industria di tutto il mondo da tenersi a Londra all'inizio del 1851. Nel decreto era prevista la somma di almeno 20 000 sterline da distribuire come premi destinati agli espositori dei migliori prodotti. Sempre con decreto reale venno quindi nominato tesoriere il barone Lionel de Rothschild. La speciale commissione venne affidata alla presidenza del consorte della regina principe Alberto e la presenza di vari membri della Royal Society of Arts con il compito di selezionare il luogo più adatto all'esposizione e assicurare la più equa distribuzione dei premi. Lord Palmerston ebbe il compito di informare tutte le potenze straniere facendo loro sapere che i membri della commissione erano disponibili a trattare con persone o Società di ogni nazione che avessero interesse a inviare oggetti per l'esposizione del 1851.
Venne deciso che l'esposizione si sarebbe divisa in quattro sezioni incentrate sull'attività umana e sull'industria di lavorazione dei prodotti naturali: Materie prime e oggetti per le produzioni naturali; Macchine per l'agricoltura e mezzi meccanici; Manifattura; Scultura e arte plastica in genere.

## Paesi partecipanti
| Paesi | Paesi    | Paesi    | Paesi    |
| Americhe | Americhe | Americhe | Americhe |
| --- | -------- | -------- | -------- |
| - Brasile - Cile - Messico - Nuova Grenada (Colombia) - Perù - Stati Uniti d'America |          |          |          |
| Africa |          |          |          |
| - Algeria - Egitto - Tunisia |          |          |          |
| Asia |          |          |          |
| - Cina - Impero ottomano - Persia |          |          |          |
| Europa |          |          |          |
| - Zollverein - Anhalt - Ducato di Brunswick - Ducato di Nassau - Elettorato d'Assia - Granducato d'Assia - Granducato di Baden - Granducato del Lussemburgo - Meclemburgo-Schwerin - Meclemburgo-Strelitz - Granducato di Oldenburg - Libera città di Francoforte - Regno di Baviera - Regno di Hannover - Regno di Prussia - Regno di Sassonia - Regno di Württemberg - Impero austriaco - Belgio - Francia - Granducato di Toscana - Grecia - Impero russo - Norvegia - Paesi Bassi - Regno del Portogallo - Regno di Sardegna - Spagna - Svezia - Stato Pontificio |          |          |          |
| Oceania |          |          |          |
| |          |          |          |

## Il Crystal Palace

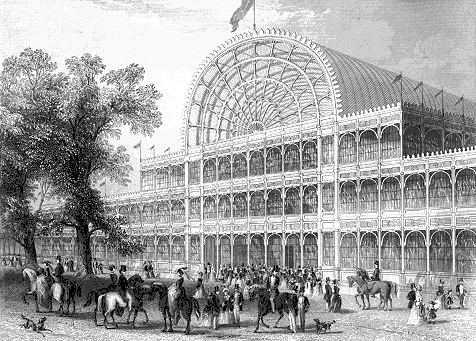
Il Crystal Palace presso Hyde Park, 1851.

Per l'occasione venne innalzato il celebre Crystal Palace ("Palazzo di cristallo"), enorme edificio in ferro e vetro progettato da Joseph Paxton con la collaborazione dell'ingegnere Charles Fox ed eretto in soli tre mesi. Il padiglione appariva come un'enorme serra in vetro costruita su una struttura di travi di ferro, e al cui interno furono inserite statue e alberi che rappresentavano il trionfo dell'uomo sulla natura.
Il palazzo fu un capolavoro ingegneristico capace di veicolare l'importanza dell'intera esposizione. Dopo la fine dell'esposizione, l'intero edificio fu trasferito in una zona a sud di Londra, Sydenham, in un'area che venne poi chiamata proprio Crystal Palace, prima di essere distrutto da un incendio il 30 novembre 1936.
Alla Grande Esposizione di Londra parteciparono anche alcuni Stati italiani preunitari: Regno di Sardegna (Sardinia), Granducato di Toscana (Tuscany), Stato Pontificio (Rome) e il Lombardo-Veneto con l'Austria.

## Il torneo scacchistico di Londra
Il primo torneo internazionale di scacchi si svolse in occasione dell'Expo 1851.